# Tauriac-de-Naucelle
Tauriac-de-Naucelle település Franciaországban, Aveyron megyében. Lakosainak száma 386 fő (2022. január 1.). Tauriac-de-Naucelle Cabanès, Camjac, Crespin, Naucelle, Saint-Just-sur-Viaur, Pampelonne és Tanus községekkel határos.

## Népesség
A település népessége az elmúlt években az alábbi módon változott:
| Lakosok száma | 570  | 452  | 365  | 381  | 361  | 367  | 372  | 362  | 359  | 386  |
|               | 1968 | 1982 | 1990 | 2006 | 2013 | 2015 | 2017 | 2019 | 2020 | 2022 |